# Hans Christoffel (Söldner)

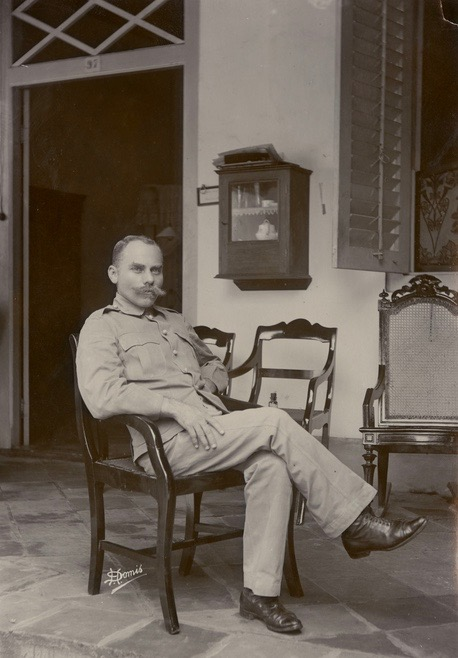
Porträt von Hans Christoffel in Niederländisch-Ostindien, 1907

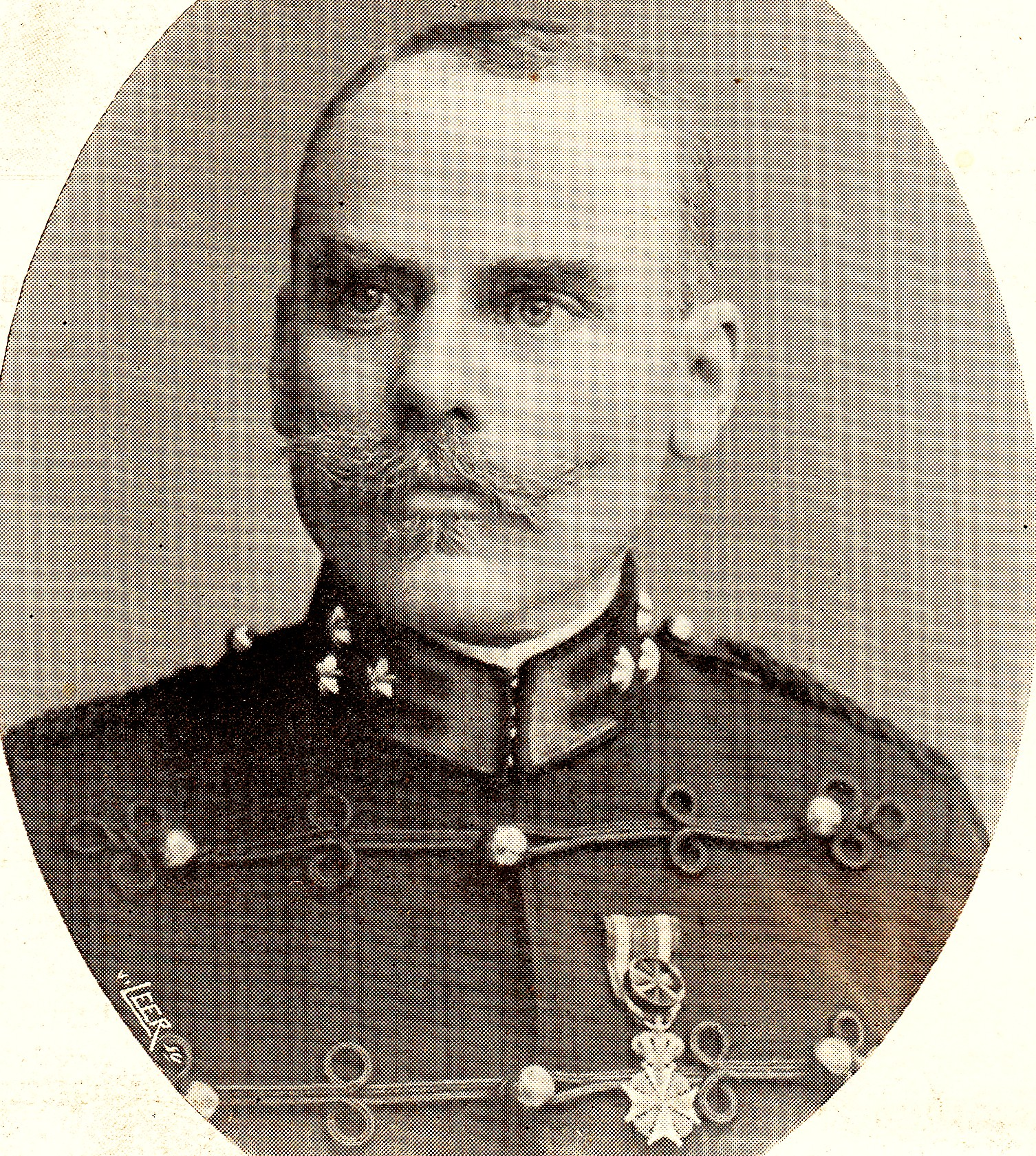
Hans Christoffel, 1906

Hans Christoffel (* 13. September 1865 in Rothenbrunnen; † 3. April 1962 in Antwerpen) war ein Schweizer und seit 1906 niederländischer Söldner und Offizier in der niederländischen Kolonialarmee.

## Leben
Aufgewachsen als Sohn eines Landwirts in Rothenbrunnen, begann Hans Christoffel 1882 seine Schulbildung an der Kantonsschule (siehe Bündner Kantonsschule) in Chur, die er jedoch nicht abschloss. 1884 reiste er über Italien und Deutschland nach Harderwijk in die Niederlande, wo er sich 1886 für einen sechsjährigen Dienst in der Königlich Niederländisch-Indischen Armee (KNIL) verpflichtete.
Nach einer anderen Quelle soll er, nach der Kantonsschule, an der Universität Bologna Theologie studiert haben, doch nach einem Semester ging er in die Niederlande und schloss sich der KNIL an.
Nach seiner Ankunft auf Java wurde er 1887 zum Korporal befördert und als Quartiermeister auf die Molukken versetzt. 1892 verlängerte er seinen Vertrag um zwei Jahre und wurde nach Aceh versetzt, wo die Kolonialarmee seit 1873 in einem erbitterten Krieg gegen lokale Widerstandskämpfer verwickelt war. In den folgenden Jahren war er an vorderster Front aktiv und stieg bis zum Unterleutnant auf. Ab 1902 war er Mitglied des Gendarmeriekorps zu Fuß, das mit Anti-Guerilla-Operationen im Aceh-Krieg vom Militärgouverneur J. B. van Heutsz beauftragt war.
1903 gelang ihm die Festnahme von Panglima Polim IX., der die Truppen des Sultans von Aceh (siehe Sultanat von Aceh) gegen die Niederländer befehligte, nachdem nahe Familienangehörige festgenommen worden waren. 
Während eines Feldzugs gegen das Sultanat Borneo (siehe Brunei#Geschichte) in den Jahren 1904 war er an brutalen militärischen Aktionen beteiligt, die zu massiven Verlusten unter der einheimischen Bevölkerung führten.
Christoffels militärische Karriere war von Kontroversen geprägt. Trotz der heftigen Kritik an den gewaltsamen Methoden seiner Brigade, die er seit 1905 führte und die unter dem Namen colon matjan (Tigerkolonne) bekannt wurde, konnte er seine Position festigen. Diese Einheit war auf lange Verfolgungsjagden von widerständigen Gruppierungen spezialisiert. Folter, Hinrichtungen und Entführungen von Familienangehörigen gehörten zum Standardrepertoire. Diese Einheit verhaftete unter anderem 1905 Cut Nyak Dhien (1848–1908), Führerin der indonesischen Guerilla  und die Witwe des Rebellenführers Teuku Umar (1854–1899).
Er führte Einsätze in verschiedenen Regionen, darunter Borneo, Sulawesi und Flores, bei denen er an der Tötung bedeutender Widerstandsanführer beteiligt war. 1907 erschossen seine von ihm als Hauptmann geführten Truppen den Anführer des Batak-Widerstands, Si Singamangaraja XII. zusammen mit dessen Tochter Lopian und seinen Söhnen Patuan Nagari und Patuan Anggi.

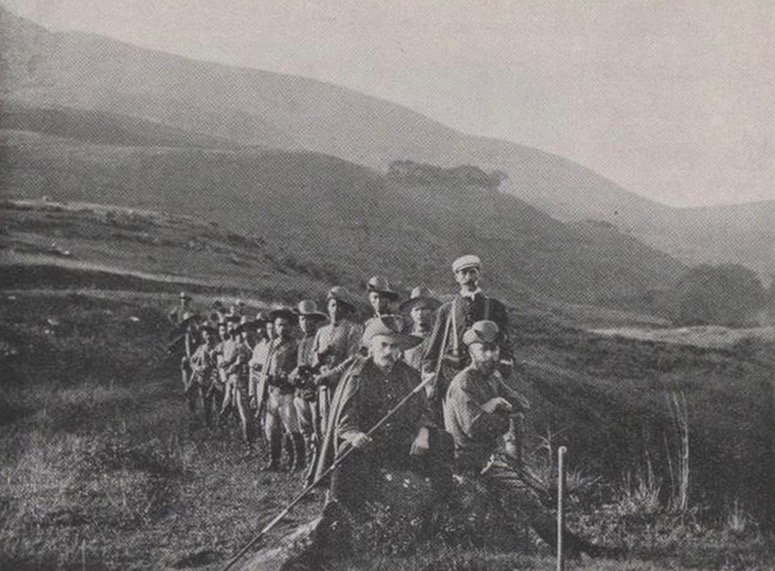
Hans Christoffel und seine Brigade in der Nähe von Sagala, 1907

1906 ließ sich Christoffel ausbürgern und nahm die niederländische Staatsbürgerschaft an. Nach einer  Rückkehr aus gesundheitlichen Gründen nach Europa heiratete er 1909 Adolphina Anna Maria Martha van Rijswijck, die Tochter des ehemaligen Bürgermeisters von Antwerpen, Jan van Rijswijck (1852–1906); die Ehe blieb kinderlos. 1910 kehrte er nach Java zurück, gab jedoch Ende des Jahres seinen Dienst auf und arbeitete einige Jahre als Konzessionsvermittler. 
Trotz seiner brutalen Methoden, die für öffentliche und militärische Kritik sorgten, blieb Hans Christoffel von seinen Vorgesetzten geschützt und wurde für seine militärischen Erfolge ausgezeichnet. In der Presse wurde er als Held stilisiert, doch nach seiner Dienstzeit zog er es vor, sich nicht öffentlich zu seinen Taten zu äußern. 1930 liess er sich endgültig in Antwerpen nieder. Dem dortigen Museum hatte er bereits 1922 unzählige Objekte geschenkt, die er während seiner Zeit in Südostasien gekauft, gestohlen oder geraubt hatte. Seine Sammlung befindet sich heute im Museum aan de Stroom in Antwerpen.
Unter dem Einfluss seiner Frau wandte er sich der Theosophie und dem Pazifismus zu und lebte bis zu seinem Tod 1962 in Antwerpen.

## Orden und Auszeichnungen
Zu den Ehrungen Von Hans Christoffel zählten der Ritter des Militär-Wilhelms-Orden 3. Klasse sowie der Orden vom Niederländischen Löwen. 
Am 13. November 1909 wurde er mit einem Ehrensäbel ausgezeichnet.
Bei seinem Austritt gehörte er zu den höchstdekorierten Offizieren der niederländischen Kolonialarmee.